# Neuropatia radiale
La neuropatia radiale è una mononeuropatia conseguente a un trauma del nervo radiale lungo il suo decorso nel braccio e nell'avambraccio.
La compressione del nervo può causare la perdita momentanea della conduzione nelle maggiori fibre di moto, di tatto e di pressione, mentre le fibre dolorose raccolgono indifferentemente gli stimoli del dolore.
Viene denominata anche paralisi del sabato sera (o della domenica mattina). Individui che hanno dormito a lungo con le braccia sotto il proprio corpo o sotto il proprio capo vanno incontro a questa temporanea dissociazione poiché comprimono i nervi del braccio. Il nome deriva dal fatto che la frequenza con cui si verifica tale fenomeno è maggiore nel fine settimana, spesso per l'associazione di sonno profondo ed intossicazione da alcol etilico. In questa situazione si può avere la condizione di mano cadente.